# Mid Glamorgan

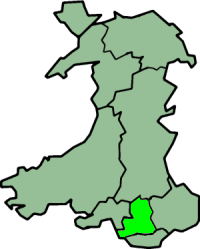
Mid Glamorgans utsträckning som bevarat grevskap.

Mid Glamorgan är ett bevarat grevskap i Wales. Mellan 1974 och 1996 var det ett administrativt grevskap.
Mid Glamorgan bildades 1974 ur en del av Glamorgan. I det nya grevskapet ingick också Merthyr Tydfil, som hade varit en county borough och därmed stått utanför Glamorgan administrativt. Några områden överfördes från Brecknockshire och Monmouthshire. För administrativa ändamål ersattes grevskapet 1996 av kommunerna (principal areas) Bridgend, Merthyr Tydfil, Rhondda Cynon Taff och en del av Caerphilly. Några områden överfördes till Vale of Glamorgan och Cardiff. 2003 överfördes de delar av Caerphilly som legat i Mid Glamorgan till det bevarade grevskapet Gwent.